# Mathias Chago
Mathias Chago, właśc. Mathias Chago Dellgoue de Confiance (ur. 13 marca 1983 w Jaunde) – kameruński piłkarz grający na pozycji defensywnego pomocnika.

## Kariera piłkarska
Chago urodził się w stolicy Kamerunu, Jaunde. Piłkarską karierę zaczynał jednak w klubie z innego miasta, z Mvolyé, o nazwie Olympic Mvolyé. W pierwszej drużynie zadebiutował w 2000 roku w rozgrywkach 1. ligi Kamerunu. Miał wówczas 17 lat. Był jednak jeszcze zbyt młody by grać w pierwszej jedenastce zespołu. Na koniec sezonu drużyna Olympic utrzymała się przed spadkiem zajmując 13. miejsce. Chago na rok 2001 trafił do innego zespołu ligi, silniejszego Racingu Bafoussam. Racing był typowym średniakiem ligi i ani nie walczył o utrzymanie się, ani o wyższe cele. Ostatecznie w roku 2001 zajął 9. miejsce w lidze. Rok 2002 Chago zaczynał jeszcze jako gracz Racingu, ale latem wynaleźli go w lidze kameruńskiej wysłannicy z Chorwacji i Chago podpisał kontrakt z tamtejszym Metalacem Osijek, grającym w chorwackiej drugiej lidze w grupie północnej. Metalacowi pomógł utrzymać się w lidze w sezonie 2002/2003, a w kolejnych dwóch (2003/2004 i 2004/2005) klubowi z Osijeku także nie udało się awansować do ekstraklasy zajmując odpowiednio 6. i 5. miejsce w drugiej lidze. Nie przeszkodziło to jednak w transferze do silniejszego klubu i dobra gra Mathiasa na drugim froncie zaowocowała transferem do najsłynniejszego klubu w kraju, Dinama Zagrzeb, z którym Chago podpisał 5-letni kontrakt. Dinamo było akurat po słabym sezonie, w którym zajęło dopiero 7. miejsce, a w Zagrzebiu uznawane jest to za klęskę i dlatego zdecydowano się przebudować nieco skład zespołu. Chago już od pierwszej kolejki wskoczył do pierwszej jedenastki i grał na pozycji defensywnego pomocnika. W pierwszej lidze zadebiutował 23 lipca 2005 w wygranym 4:0 wyjazdowym meczu z HNK Cibalia i zebrał od dziennikarzy bardzo pochlebne recenzje za swój występ. Natomiast 15 października zdobył swoją pierwszą bramkę w lidze. Działo się to w wygranym 1:0 meczu z NK Pula i do 77. minuty Dinamo męczyło się z tą drużyną, aż w końcu Chago zdobył gola i potem został uznany najlepszym graczem meczu. Przez cały sezon należał do ulubieńców trenera Josipa Kuže i łącznie rozegrał 27 meczów ligowych zdobywając w nich 3 bramki. Dinamo było w lidze bezkonkurencyjne i zdobyło mistrzostwo kraju. W jednym z letnich sparingów przed sezonem 2006/2007 Chago odniósł kontuzję uda i stracił pierwszą część sezonu na jej leczenie.
Po kilku latach spędzonych w Chorwacji, Chago w 2006 otrzymał obywatelstwo chorwackie.